# Tapolybeszterce
Tapolybeszterce (1899-ig Tapolybisztra, szlovákul: Bystré) község Szlovákiában, az Eperjesi kerületben, a Varannói járásban.

## Fekvése
Varannótól 20 km-re északnyugatra, a Tapoly jobb partján található.

## Története
A régészeti leletek tanúsága szerint területén már a kőkorszakban is éltek emberek.
A mai település – valószínűleg soltész általi betelepítéssel – a 14. század első felében keletkezett. Első írásos említése 1312-ből származik. A Tapolytól északra fekvő része a sárosi uradalom, a pataktól délre fekvő része a sóvári Soós család birtoka volt. Templomát is a Soós család építtette a 14. században. Az 1427. évi dézsmajegyzék szerint 20 adózó háztartása volt. Az akkor Szent Antal tiszteletére szentelt templomot 1438-ban említi oklevél. Vizimalmát a 16. század második felében említik. A 17. század elején a Keczer családé, akik az Aba nemzetség leszármazottai voltak. 1600-ban 14 jobbágyház állt a faluban. 1600 körül a templom az evangélikusok kezére került és csak 1722-ben kapta vissza a katolikus egyház. 1715-ben 5, 1720-ban 6 adózója volt a községnek.
A 18. század végén Vályi András így ír róla: „BISZTRA. Tót falu Sáros Vármegyében, birtokosai Dessőfy, és más Uraságok, lakosai katolikusok, fekszik Hanusfalván alól, mellynek filiája, tapoly vize partyán, nap keletről a’ közelebb lévő hegyekböl le folyó patak hasíttya, napkeletre Zemplén, napnyugotra pedig Sáros Vármegyéhez tartozik, földgye termékeny mellynek egy nyomása jobb miveltetést kiván, réttyeinek némelly része sárjút is hoz, legelője, és fája elég, szükséges piatzozása sints meszsze, első Osztálybéli.”
1828-ban 37 házában 288 lakos élt. 1831-ben lakói részt vettek a koleralázadásban.
Fényes Elek 1851-ben kiadott geográfiai szótárában így ír a faluról: „Bisztra, két részre osztott tót falu, Zemplén és Sáros vgyében, a Hermányi hegyekből lefolyó patak mentiben, melly itt szakad a falu alatt hempelygő Tapolyba, ut. post. Eperjestől 3 órányira. Van itt 315 római, 120 görög kath., 238 evang., 83 zsidó, synagóga, Szeghy Istvánnak, Ferencznek, Trsztyánszky Illésnek, és özv. Oláh Sándornénak csinos kőházuk, egy savanyuvizforrás, igen számos korcsma, s 20 öles hid a Hermányból lefolyó árkon keresztül. Határa hegyes völgye, s a Zempléni oldalon kiterjedése 1800 hold, mellyből 6 2/8 telek után urbéri szántó 150 h., rét 40 h., majorsági szántó 700 h., rét 100 h., kivágott erdő 700 hold. Földje sovány s főleg zabot terem. A fenemlitett birtokosokon kivül birnak még itt Bertóty Jakab örök. Hevesy András.”
1869-ben már 3 malom működött a községben. A trianoni diktátumig Sáros vármegye Girálti járásához tartozott.
Ma gazdasági jelentőségét a cementgyára adja.

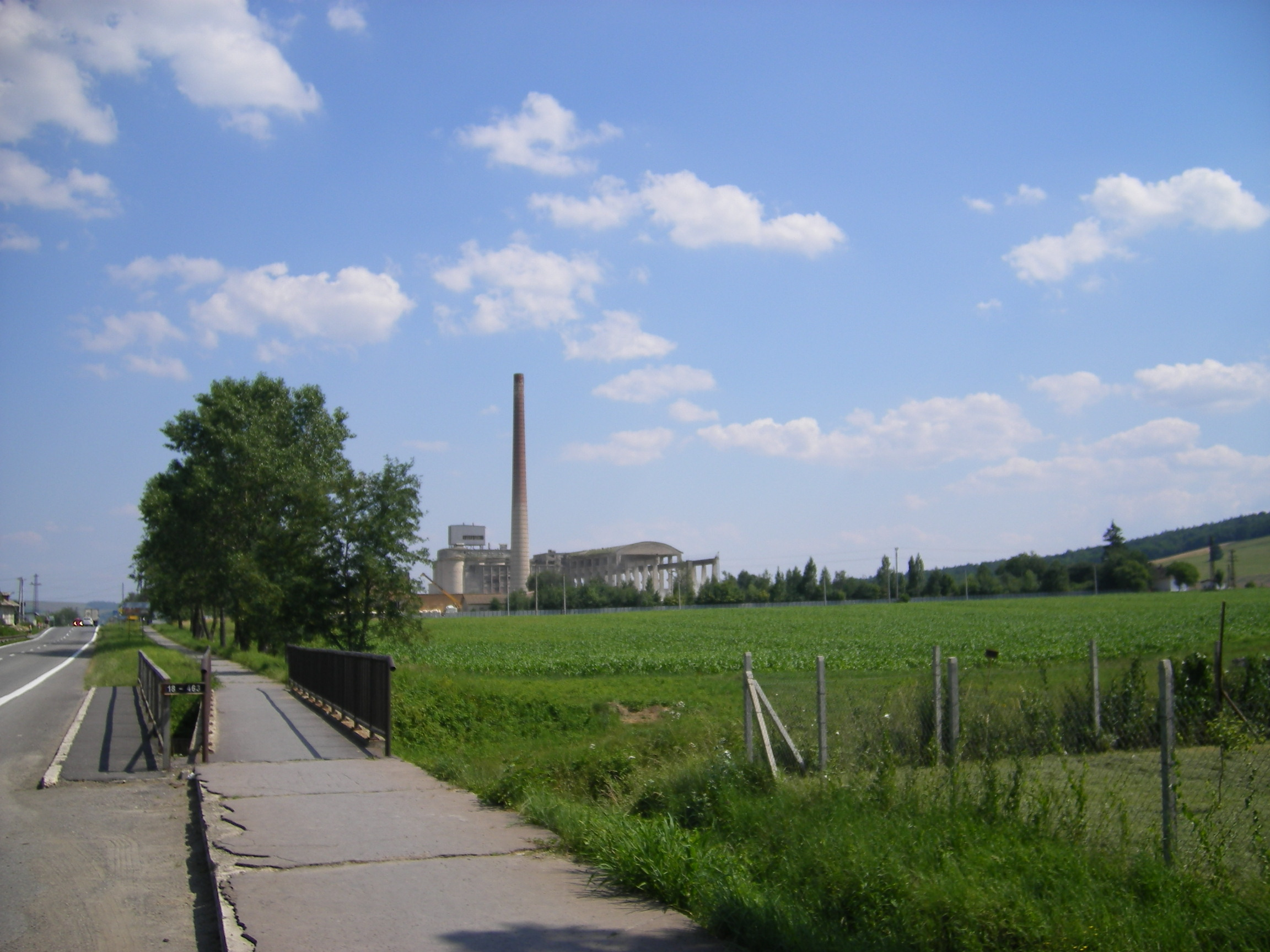
A tapolybesztercei cementgyár

## Népessége
| Év:            | 1994. | 2004.   | 2014.   | 2024.   |
| -------------- | ----- | ------- | ------- | ------- |
| Emberek száma: | 2599  | 2668    | 2698    | 2766    |
| Eltérés:       |       | +2,65 % | +1,12 % | +2,52 % |

| Év:            | 2023. | 2024.   |
| -------------- | ----- | ------- |
| Emberek száma: | 2780  | 2766    |
| Eltérés:       |       | -0,50 % |

1900-ban 656 lakosa volt.
1910-ben 601-en, többségében szlovák anyanyelvűek lakták, jelentős magyar kisebbséggel.
2001-ben 2650 lakosából 2504 szlovák és 126 cigány volt.
2011-ben 2669 lakosából 2313 szlovák és 305 cigány volt.

## Nevezetességei
- Szent Orbán tiszteletére szentelt római katolikus templomának pontos építési ideje nem ismert. Valószínűleg a 14. század második felében építtette a Soós család. 1490-ben bővítették, a 19. század első felében sekrestyét építettek hozzá.
- Evangélikus temploma 1972-ben épült.
- Zsinagógája a 19. század elején épült, először 1833-ban említik.

## Neves személyek
- Albert Marenčin (1922–2019) szlovák író, költő, műfordító, forgatókönyvíró